# Postcards from a Young Man
Postcards from a Young Man is het tiende studioalbum van de Welshe alternatieve rockband Manic Street Preachers uit 2010.

## Overzicht
De muzikale stijl van het album is bombastisch en gericht op een mainstream publiek, in contrast met het vorige album, Journal for Plague Lovers. Strijkinstrumenten spelen weer een grote rol en er zijn zelfs invloeden van gospel te vinden.
Acteur Tim Roth staat gefotografeerd op de hoes. Ian McCulloch, John Cale en Duff McKagan droegen bij aan de opnamesessies.

## Ontvangst
Het album werd positief ontvangen bij de pers. Het behaalde de derde plaats in de UK Albums Chart; de singles waren echter veel minder succesvol dan de band gewend was.

## Tracks
| Nr. | Titel                               | Duur |
| --- | ----------------------------------- | ---- |
| 1.  | (It's Not War) Just the End of Love | 3:27 |
| 2.  | Postcards from a Young Man          | 3:35 |
| 3.  | Some Kind of Nothingness            | 3:50 |
| 4.  | The Descent (Pages 1 & 2)           | 3:27 |
| 5.  | Hazelton Avenue                     | 3:23 |
| 6.  | Auto-Intoxication                   | 3:47 |
| 7.  | Golden Platitutes                   | 4:23 |
| 8.  | I Think I Found It                  | 3:06 |
| 9.  | A Billion Balconies Facing the Sun  | 3:39 |
| 10. | All We Make Is Entertainment        | 4:15 |
| 11. | The Future Has Been Here 4Ever      | 3:38 |
| 12. | Don't Be Evil                       | 3:18 |